# Haute-Banio
Haute-Banio è un dipartimento della provincia di Nyanga, in Gabon.